# 東急鐵路服務
東急鐵路服務股份公司（日语：株式会社東急レールウェイサービス）是一家日本的車站服務管理公司，為東急電鐵（東急）的全資子公司，總部設於東京都澀谷區櫻丘町、由東急旗下各事業部與關係企業使用的東急櫻丘町大樓（東急桜丘町ビル）內。1999年成立的東急鐵路服務主要的業務包括承接母公司東急旗下部分車站的營運管理，代管東急所擁有的車站周遭自行車停車場，與經營位在宮崎台附近的電車與巴士博物館。
其中，東急鐵路服務負責管理的車站，主要座落在田園都市西、旗之台、池上、世田谷地區5條鐵路線上，為數達31座。